# Зугенхайм
Зугенхайм (нем. Sugenheim) — ярмарочная община в Германии, в земле Бавария.
Подчиняется административному округу Средняя Франкония. Входит в состав района Нойштадт-ан-дер-Айш-Бад-Виндсхайм. Подчиняется управлению Шайнфельд. Население составляет 2315 человек (на 31 декабря 2010 года). Занимает площадь 63,41 км². Официальный код — 09 5 75 165.
Община подразделяется на 14 административных единиц.

## Население
По оценке на 31 декабря 2015 года население общины Зугенхайм составляет 2255 чел. 

| Дата      | 1840 | 1871 | 1900 | 1925 | 1939 | 1950 | 1961 | 1970 | 1987 | 2011 |
| --------- | ---- | ---- | ---- | ---- | ---- | ---- | ---- | ---- | ---- | ---- |
| Население | 2801 | 2950 | 2706 | 2282 | 2103 | 3375 | 2536 | 2527 | 2333 | 2308 |

| Год       | 1960 | 1970 | 1980 | 1990 | 2000 | 2009 | 2010 | 2011 | 2012 | 2013 | 2014 | 2015 |
| --------- | ---- | ---- | ---- | ---- | ---- | ---- | ---- | ---- | ---- | ---- | ---- | ---- |
| Население | 2524 | 2578 | 2355 | 2370 | 2453 | 2315 | 2315 | 2319 | 2312 | 2292 | 2269 | 2255 |